# Ralf Schumacher
Ralf Schumacher, född 30 juni 1975 i Hürth-Hermülheim, är en tysk före detta racerförare. Han är bror till racerföraren Michael Schumacher. Han bor i Salzburg i Österrike.

## Racingkarriär
Ralf Schumacher började med racing i Formel 3, blev bl.a. japansk Formel 3000-mästare 1996. Han gick därefter över till Formel 1, först som testförare hos McLaren och senare som förare i Jordan och Williams.
Han kraschade våldsamt efter att ha fått en punktering under USA:s Grand Prix 2004. Han tappade kontrollen över bilen och körde med bakändan in i betongmuren i början på start- och målrakan. Ralf Schumacher skadades vid kraschen och fick därefter vila under sex lopp, i vilka han ersattes av Antônio Pizzonia. Den 26 september var Ralf Schumacher tillbaka och startade i Kinas Grand Prix 2004, vilket han dock fick bryta. I det efterföljande loppet, Japans Grand Prix 2004, kom Ralf tvåa efter sin bror Michael Schumacher.
Ralf Schumacher har två gånger placerat sig på plats fyra i Formel 1-mästerkapet och båda gångerna med Williams-BMW. Han körde senast för Toyota, hade inget kontrakt inför säsongen 2008 och körde därför för Mercedes-Benz i DTM 2008, dock utan större framgång.
Ralf Schumacher är den ende Formel 1-föraren som i officiella sammanhang har avslöjat att han är homosexuell.

## F1-karriär
| Säsong                 | Stall/Tillverkare      | Placering              | Lopp | Poäng | Etta | Tvåa | Trea | Pole | Varv |
| ---------------------- | ---------------------- | ---------------------- | ---- | ----- | ---- | ---- | ---- | ---- | ---- |
| 1997                   | Jordan-Peugeot         | 11                     | 17   | 13    |      |      | 1    |      |      |
| 1998                   | Jordan-Mugen Honda     | 10                     | 16   | 14    |      | 1    | 1    |      |      |
| 1999                   | Williams-Supertec      | 6                      | 16   | 35    |      | 1    | 2    |      | 1    |
| 2000                   | Williams-BMW           | 5                      | 17   | 24    |      |      | 3    |      |      |
| 2001                   | Williams-BMW           | 4                      | 17   | 49    | 3    | 1    | 1    | 1    | 5    |
| 2002                   | Williams-BMW           | 4                      | 17   | 42    | 1    | 1    | 4    |      |      |
| 2003                   | Williams-BMW           | 5                      | 16   | 58    | 2    | 1    |      | 3    | 1    |
| 2004                   | Williams-BMW           | 9                      | 12   | 24    |      | 1    |      | 1    |      |
| 2005                   | Toyota                 | 6                      | 18   | 45    |      |      | 2    | 1    | 1    |
| 2006                   | Toyota                 | 10                     | 18   | 20    |      |      | 1    |      |      |
| 2007                   | Toyota                 | 16                     | 17   | 5     |      |      |      |      |      |
| Sammanlagt 11 säsonger | Sammanlagt 11 säsonger | Sammanlagt 11 säsonger | 181  | 329   | 6    | 6    | 15   | 6    | 8    |

| 1. San Marino 2001 2. Kanada 2001 3. Tyskland 2001 4. Malaysia 2002 5. Europa 2003 6. Frankrike 2003 |

| 1. Belgien 1998 2. Italien 1999 3. Frankrike 2001 4. Brasilien 2002 5. Kanada 2003 6. Japan 2004 |

| 1. Argentina 1997 2. Italien 1998 3. Australien 1999 4. Storbritannien 1999 5. Australien 2000 6. Belgien 2000 7. Italien 2000 8. Italien 2001 9. San Marino 2002 10. Monaco 2002 11. Tyskland 2002 12. Ungern 2002 13. Ungern 2005 14. Kina 2005 15. Australien 2006 |

| 1. Frankrike 2001 2. Monaco 2003 3. Kanada 2003 4. Frankrike 2003 5. Kanada 2004 6. Japan 2005 |

| 1. Italien 1999 2. Brasilien 2001 3. San Marino 2001 4. Kanada 2001 5. Italien 2001 6. Japan 2001 7. Japan 2003 8. Belgien 2005 |